# Amiche nemiche (film)
Amiche nemiche è un film del 2014 del regista Doug Campbell.

## Trama
Due ragazze amiche dalle elementari si godono il liceo, finché non arriva una ragazza che si intromette nel loro rapporto stringendo un forte legame con una di loro.